# Кискин, Пётр Христофорович
Пётр Христофорович Кискин (1 сентября 1923, Новая Ивановка — 15 мая 1990, Кишинёв) — советский учёный в области защиты растений и ампелографии. Доктор биологических наук с 1968 года. Брат Ивана Кискина.

## Биография
Родился 1 сентября 1923 года в селе Новой Ивановке. В 1949 году окончил Кишиневский сельскохозяйственный институт имени М. В. Фрунзе. Работал в научно-исследовательских учреждениях Молдавской ССР. С 1961 года — старший научный сотрудник Института зоологии и физиологии АН Молдавской ССР.
Умер в Кишинёве 15 мая 1990 года.

## Научная деятельность
Автор нового, основанного на политомии, методе способа определения и описания сортов винограда, видов подвоев, а также вредителей и болезней. Им предложена методика диагностики филлоксероустойчивых сортов и новых форм винограда с анатомическими и микрохимическими признакам корней; составлены определители сортов и подвоев винограда на основе использования цифрового кодирования признаков, а также перфокарт краевой перфорации; разработана методика подготовки информации для прогнозирования наиболее массовых вредителей и прочее. Автор более 170 научных работ. Среди них:
- Определитель вредителей и болезней винограда.- к., 1964;
- Методы диагностики филлоксероустойчивости винограда.- К., 1965;
- Определитель основных сортов винограда СССР.- 3-е изд.- К., 1969;
- Европейские сорта винограда в условиях длительного заражения филлоксерой // Виноградарство и виноделие СССР. 1976. № 5;
- Филлоксера.- К., 1977;
- Краткая цифровая ампелография.- К., 1977.